# Fleury-devant-Douaumont
Fleury-devant-Douaumont é uma comuna francesa na região administrativa de Grande Leste, no departamento de Meuse. Estende-se por uma área de 10,27 km². Em 2010 a comuna tinha 0 habitantes (densidade: 0 hab./km²).